# Fair Plain
Fair Plain é uma Região censo-designada localizada no estado americano de Michigan, no Condado de Berrien.

## Demografia
Segundo o censo americano de 2000, a sua população era de 7828 habitantes.

## Geografia
De acordo com o United States Census Bureau tem uma área de
11,5 km², dos quais 10,9 km² cobertos por terra e 0,6 km² cobertos por água.

## Localidades na vizinhança
O diagrama seguinte representa as localidades num raio de 12 km ao redor de Fair Plain.